# ヴェラーユ
ヴェラーユ、ヴェレイユ（フランス語: Verrayes [veʁɛj]）は、イタリア共和国ヴァッレ・ダオスタ州にある、人口約1,300人の基礎自治体（コムーネ）。

## 地理

### 位置・広がり

#### 隣接コムーネ
隣接するコムーネは以下の通り。
- シャンバーヴ
- フェーニス
- ニュス
- サン＝ドニ
- トルニョン

## 行政

### 分離集落
ヴェラーユには、以下の分離集落（フラツィオーネ）がある。
- Aver, Charrère, Chérésoulaz, Chérolinaz, Chesseillé, Cort, Crétaz, Diémoz, Dorinaz, Frayé, Grand-Ville, Gros-Ollian, Grossaix, Grumey, Guet, Heré, Hers, Lauzon, Marseiller, Mont-de-Join, Moulin, Oley, Ollières, Pallu, Payé, Petit-Ollian, Pignane, Pissine, Plan-d'Arey, Plan-de-Vesan, Plan-de-Verrayes, Rapy, Vencorère, Vevoz, Vieille, Voisinal, Vrignier